# Faaborg
Faaborg (nebo Fåborg) je město na ostrově Fyn v Dánsku, součást obce Faaborg-Midtfyn v regionu Syddanmark. Má 7 178 obyvatel.

## Historie a současnost
První písemná zmínka pochází z roku 1229, kdy se pod jménem „Foburgh“ uvádí v listině, kterou dánský král Valdemar II. Vítězný daroval území jižního Fynu své neteři Eleonoře Portugalské při příležitosti sňatku s jeho synem, princem Valdemarem Mladým.
Již ve 13. století město pravděpodobně získalo městská práva, bylo obehnáno vodním příkopem a posléze byly kolem něj vybudovány městské hradby. V roku 1477 byl postaven místní kostel (Helligåndskirken).
V 16. a 17. století se město muselo vyrovnat s důsledky nelegálního obchodování, které probíhalo v ostatních blízkých pobřežních osadách, v polovině 17. století bylo navíc zasaženo dánsko-švédskou válkou. Přesto bylo jeho obchodní loďstvo v této době pátým největším v Dánsku a v 18. století se město stalo důležitým obchodním přístavem. Během 19. století došlo k prudkému rozvoji lehkého průmyslu a ke zkvalitnění dopravní infrastruktury. Zdejší populace vzrostla čtyřnásobně a počet obyvatel tak dosáhl 4 000.
V současnosti je kromě zdejšího průmyslu významný také rozvoj služeb, zejména cestovního ruchu. Ve městě se nachází velký přístav, z kterého vyjíždí několik trajektových linek. Dále je tu významná umělecká galerie, která představuje například tvorbu malířů z ostrova Fyn (J. Larsen, F. Syberg, P. Hansen) a výběr z díla sochaře Kaie Nielsena.

## Galerie

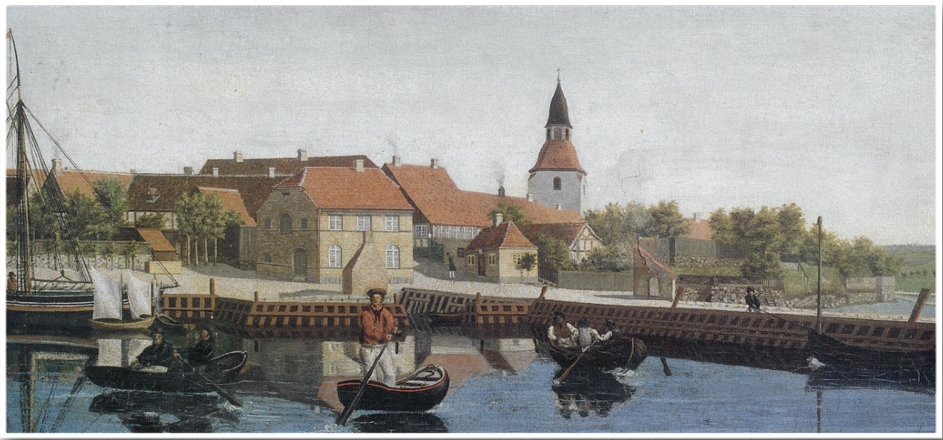
Místní přístav (kolem roku 1840)
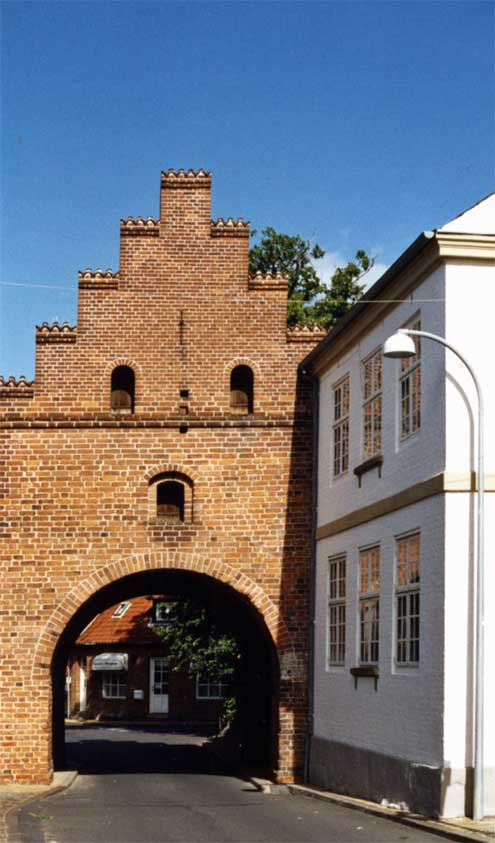
Brána městského opevnění
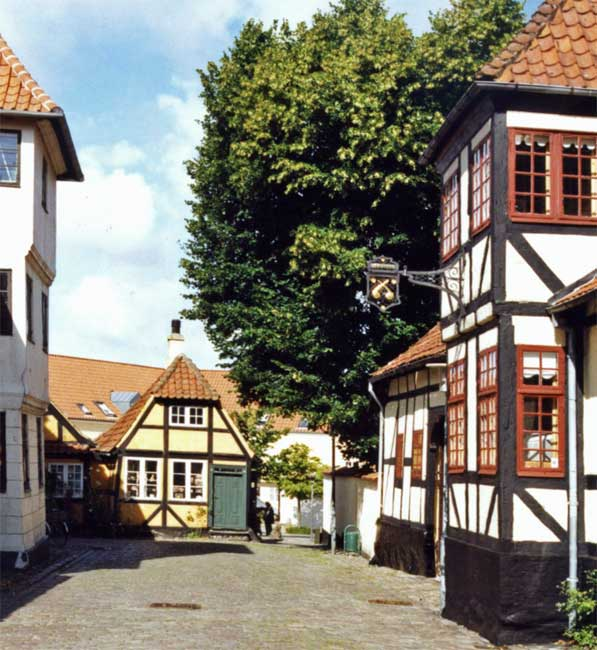
Uličky města
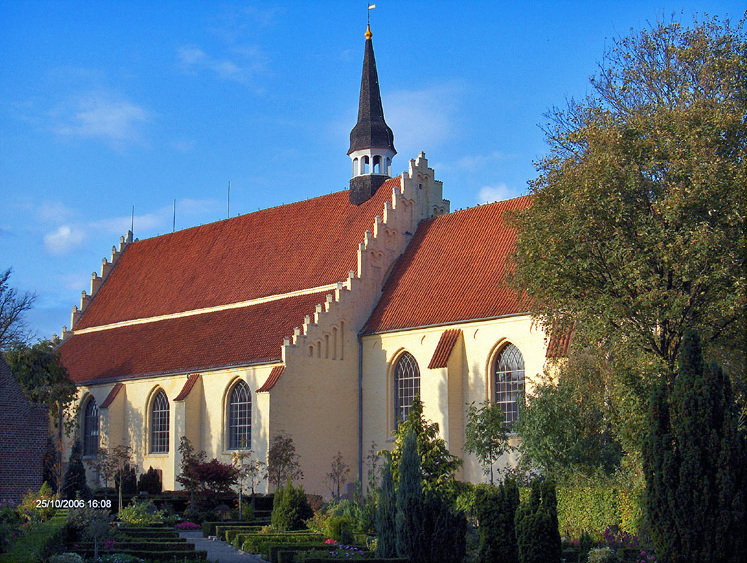
Kostel Helligåndskirken